# Guerra civil centroamericana
La guerra civil centroamericana, fue una conflagración militar que se inició en octubre de 1826, cuando el presidente de la República Federal de Centroamérica, Manuel José Arce disolvió el Congreso y el Senado de Centroamérica asesorado por los líderes del Clan Aycinena e intentó establecer un sistema unitario aliándose con los conservadores guatemaltecos. Ante esta situación, se quedó sin el apoyo de su partido, el liberal. De esta guerra civil en la región emergió la figura dominante del general liberal hondureño Francisco Morazán.

## Golpe de Estado en Honduras de 1827
Dionisio de Herrera fue nombrado Jefe de Estado de Honduras en la Asamblea Constituyente del 16 de septiembre de 1824; según la Constitución del Estado de Honduras de 1825 su mandato concluiría el 16 de septiembre de 1827. Arce ordenó un golpe de Estado en contra de Dionisio de Herrera perpetrado por su ex vicejefe de Estado José Justo Milla.
El 4 de abril de 1827 el General Milla se preparó para el ataque a la ciudad, mientras el general Francisco Morazán dirigía las tropas de defensa de la ciudad sitiada. Milla ordenó el avance y, sin tregua, se enfrentó a las tropas hondureñas bajo un intenso fuego. La contienda terminó con la victoria de Milla, quien procedió a incendiar la capital. El presidente Dionisio Herrera fue hecho prisionero el 9 de mayo, capituló el 10 de mayo de 1827, y fue enviado a Guatemala. José Justo Milla tomó el control de la jefatura; mientras el General Morazán logra salir de la capital junto a los oficiales Coronel Remigio Díaz y Coronel José Antonio Márquez, llegando a Tegucigalpa. Allá se refuerza con 300 hombres y sus intenciones son regresar al Valle de Comayagua, pero a la altura de la Villa de San Antonio, es atacado por una tropa de avanzada al mando del Coronel Hernández y el Capitán Rosa Medina; Morazán, toma posición defensiva en la hacienda “La Maradiaga” entrando en combate nuevamente el 29 de abril. El Coronel Hernández y sus fuerzas invasoras son vencidas. Morazán vuelve a Tegucigalpa a reforzarse más. 
Francisco Morazán, con un salvoconducto llega hasta Choluteca, al sur de Honduras. Allá se reúne con su familia en Ojojona y es hecho prisionero por el Comandante de Armas de Tegucigalpa saliendo bajo fianza unos 23 días después y obligado a retirarse a El Salvador un 28 de julio de 1827. Seguidamente se traslada a León, en Nicaragua el 15 de septiembre de 1827 donde su amigo el General José Anacleto Ordóñez conocido como "Cleto" Ordóñez, le proporciona 135 hombres; luego se le agregan soldados salvadoreños al mando del Coronel José Zepeda.

## Batalla de la Trinidad
En el mes de octubre de 1827, Morazán al mando de las fuerzas aliadas logra introducirse hasta Choluteca donde le espera el Coronel José Antonio Márquez con una división de hombres para unirse a la "causa libertadora", la primera localidad hondureña que arriban es San Antonio de Texiguat que también se ofrece en apoyo con armas y hombres.
el General José Justo Milla descubrió la presencia del General Francisco Morazán en el sur de Honduras, rápidamente se trasladó con sus tropas a Tegucigalpa, donde estableció su cuartel general de mando; por su parte, Morazán se dirigió a la localidad de Sabanagrande para prepararse a un combate decisivo en el “Valle de la Trinidad”.
A las 9 de la mañana del 11 de noviembre de 1827, el primer movimiento de maniobras lo realiza el Coronel Ramón Pacheco, al mando de su destacamento se posiciona para defender la Avenida que conduce de Ojojona hacia el Valle de la Trinidad.
El Coronel Remigio Díaz, al mando de un destacamento de 150 hombres se mueve siguiendo la orilla de una quebrada “Sicatacaro”, rumbo noroeste, de Ojojona al Valle la Trinidad y ataca a la retaguardia enemiga.
El General Morazán junto al Coronel Román Valladares al mando de otro destacamento de la Fuerza Aliada rodean el cerro “Caranguije” y atacan el flanco derecho de las Fuerzas Federales.
El combate se intensificó por espacio de cinco horas, a las 15:00 horas (3:00 p. m.) las tropas federales de Milla fueron aplastadas por los hombres al mando del General Francisco Morazán. Vencido el General José Justo Milla y algunos de sus oficiales que sobrevivieron huyeron del campo de batalla, dejando documentos, baúles y otros pertrechos. 
Por su parte la fuerza reservista aliada al mando del Coronel José María Gutiérrez Osejo y el Capitán Francisco Ferrera, no les fue posible entrar en acción. 
Tras esta victoria, Morazán marchó a Tegucigalpa a tomarla el 12 de noviembre y el 26 de ese mismo mes llega a la capital Comayagua donde hizo su entrada triunfal y ocupó la jefatura del Estado de Honduras la cual presidía interinamente el señor Miguel Eusebio Bustamante. Morazán luchó en la Batalla de La Trinidad venciendo a Milla e instaló un nuevo gobierno.

## Guerra Civil de 1827 en El Salvador

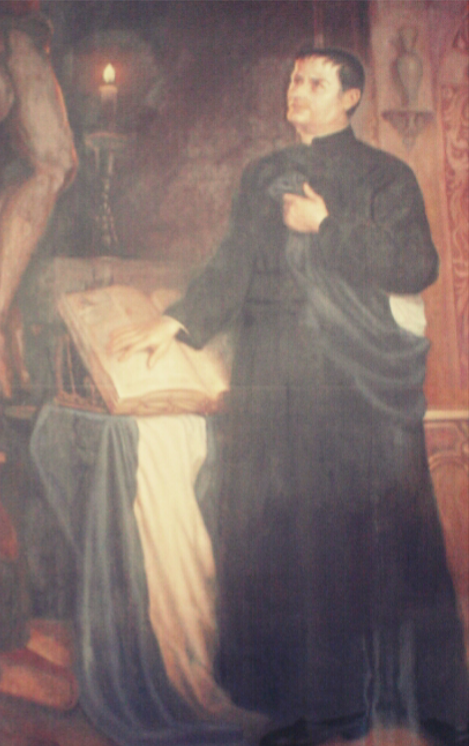
en 1826, el presidente de la República Federal de Centroamérica el general Manuel José Arce le encomendó que gestionase ante el presbítero José Matías Delgado la aprobación del decreto del 10 de octubre, con lo que se convocaría a la asamblea federal a reunirse en la localidad de Ahuachapán, para así restaurar el orden legal y evitar un conflicto armado; sin embargo, tales intentos serían infructuosos y al final se produciría la guerra civil centroamericana.

Después de su victoria en 'La Trinidad', Morazán surgió como el líder del movimiento liberal y llegó a ser reconocido por sus habilidades militares en toda América Central. Por estas razones, Morazán recibió llamados de ayuda de los liberales en El Salvador. Al igual que en Honduras, los salvadoreños se opusieron a los nuevos congresistas y otros funcionarios del gobierno elegidos por el decreto emitido el 10 de octubre de 1826. 
Los salvadoreños exigieron la restitución de los antiguos líderes políticos, pero el presidente Manuel Arce argumentó que esta medida era necesaria para restablecer el orden constitucional.
En marzo de 1827 el gobierno de El Salvador respondió por la fuerza militar. Tropas salvadoreñas marcharon con rumbo a Guatemala con la intención de tomarse la capital de la República y bajar de la silla al presidente. Pero el mismo presidente Arce tomó el mando de sus tropas federales y derrotó a los salvadoreños en la madrugada del 23 de marzo en Arrazola. La división salvadoreña se dispersó y los jefes huyeron. El campo quedó sembrado de cadáveres, prisioneros, armas, municiones y equipaje.
Luego de estos sucesos, el presidente Arce ordenó a dos mil tropas federales al mando del general Manuel de Arzú para ocupar El Salvador, evento que marcó el inicio de la Guerra Civil. Mientras tanto en Honduras, Francisco Morazán aceptó el desafío propuesto por los salvadoreños; le entregó el mando a Diego Vigil como nuevo jefe de Estado de Honduras y se fue a Texiguat, donde se preparó y organizó sus tropas con miras a la campaña militar salvadoreña.
En abril de 1828, Morazán se dirigió a El Salvador con una fuerza de mil cuatrocientos hombres. Este grupo de militantes, conocidos como el "Ejército Protector de la Ley", se componía de pequeños grupos de hondureños, nicaragüenses y salvadoreños que aportaron sus propias herramientas de guerra, otros con el apoyo de los indios que servían como infantería. Algunos voluntarios seguían sus convicciones liberales, otros trabajaban para un líder político, otros simplemente esperaban obtener algo en retorno por sus esfuerzos después de terminada la guerra. Esta fue la combinación de fuerzas que se unieron a Morazán en su lucha contra las tropas federales.
Mientras que el ejército salvadoreño se enfrentaba a las fuerzas federales en San Salvador, Morazán se colocó en la parte oriental del estado. El 6 de julio, Morazán derrotó a las tropas el coronel Vicente Domínguez en la hacienda El Gualcho. En sus memorias, Morazán describe la batalla de la siguiente manera:
| A las 12 de la noche emprendí mi marcha con este objeto, pero la lluvia no me permitió doblar la jornada, y me vi obligado a aguardar, en la Hacienda de Gualcho, que mejorase el tiempo… A las tres de la mañana, que el agua cesó, hice colocar dos compañías de cazadores en la altura que domina la hacienda, hacia la izquierda… A las cinco supe la posición que éste (el enemigo) ocupaba.. No podía yo retroceder en estas circunstancias… No era ya posible continuar la marcha, sin grave peligro, por una inmensa llanura y a presencia misma de los contrarios. Menos podía defenderme en la hacienda, colocado bajo una altura de más de 200 pies que en forma de semicírculo domina a tiro de pistola el principal edificio, cortado por el extremo opuesto con un río inaccesible que le sirve de foso. Fue, pues, necesario aceptar la batalla con todas las ventajas que había alcanzado el enemigo… hice avanzar a los cazadores sobre el enemigo para detener su movimiento, porque, conociendo lo critico de mi posición, marchaba sobre estos a paso de ataque. Entretanto subía la fuerza por una senda pendiente y estrecha, se rompió el fuego a medio tiro de fusil, que luego se hizo general. Pero 175 soldados bisoños hicieron impotentes por un cuarto de hora los repetidos ataques de todo el grueso del enemigo… El entusiasmo que produjo en todos los soldados el heroísmo de estos valientes hondureños, excedió al número de los contrarios. Cuando la acción se hizo general por ambas partes, fue obligada a retroceder nuestra ala derecha. Y ocupada la artillería ligera que la apoyaba; pero la reserva, obrando entonces por aquel lado, restableció nuestra línea, recobró la artillería y decidió la acción, arrollando parte del centro y todo el flanco izquierdo, que arrastraron, en su fuga, al resto del enemigo, dispersándose después en la llanura… Los salvadoreños auxiliares, que abreviaron su marcha al ruido de la acción, con el deseo de tomar en ella, llegaron a tiempo de perseguir a los dispersos… —Francisco Morazán |

Morazán se mantuvo peleando alrededor de San Miguel, derrotando a cada pelotón enviado por el general Arzú desde San Salvador. Esto motivó a Arzú a dejar al coronel Montúfar a cargo de San Salvador y a ocuparse personalmente de Morazán. Cuando el caudillo liberal se dio cuenta de los movimientos de Arzú salió rumbo a Honduras a reclutar más tropas. El 20 de septiembre, el general Arzú estaba cerca del río Lempa con quinientos hombres en búsqueda de Morazán, cuando se enteró de que sus fuerzas habían capitulado en Mejicanos y San Salvador.
Mientras tanto, Morazán regresó a El Salvador con un ejército respetable. El general Arzú fingiendo enfermedad huyó de regreso a Guatemala, dejando sus tropas bajo el mando del teniente coronel Antonio de Aycinena. El coronel y sus tropas marchaban con rumbo a territorio hondureño, cuando fueron interceptados por los hombres de Morazán en San Antonio. El 9 de octubre Aycinena se vio obligado a rendirse. Con la capitulación de San Antonio, El Salvador quedó finalmente libre de tropas federales. El 23 de octubre, el general Morazán hizo su entrada triunfal en la plaza de San Salvador. Unos días más tarde, marchó en Ahuachapán, para organizar el ejército con miras a retirar a los conservadores aristócratas y eclesiásticos del poder en el territorio guatemalteco e implantar un orden constitucional afín a la Federación Centroamericana que los liberales ambicionaban.
El 20 de octubre de 1828, cuando la Guerra Civil estaba en su apogeo, el gobierno de Aycinena nombró Ministro de la Guerra, con el grado de coronel, a Antonio José de Irisarri para que restableciera la disciplina en las filas del ejército guatemalteco.  Derrotado el ejército guatemalteco por las fuerzas invasoras del general hondureño Francisco Morazán, Irisarri fue hecho prisionero y solo se salvó de morir cuando un soldado abogó por su persona; fue enviado a pie hasta San Salvador atado de brazos, en donde permaneció preso por nueve meses.
Al enterarse de estos hechos, el gobernador conservador de Guatemala Mariano de Aycinena y Piñol —líder de la élite conservadora conocida como Clan Aycinena— trató de negociar con Morazán, pero como este estaba decidido a acabar con la hegemonía de los aristócratas y eclesiásticos guatemaltecos, no aceptó ningún trato. Aycinena, al ver que no conseguía una solución pacífica, escribió a sus conciudadanos:
| COMPATRIOTAS: Con el mayor sentimiento, me veo en la necesidad de anunciaros: que todos los esfuerzos del supremo gobierno nacional, y de las autoridades del Estado, por el restablecimiento de la paz, han sido inútiles: los que llevan la voz y se han apoderado del mando en S. Salvador, tienen interés en prolongar la guerra; porque ella sirve á sus miras personales, y les importa muy poco la suerte de los pueblos. Aspirando á la dominación de toda la república, y al aumento de su propia fortuna, quieren teñir de sangre éste suelo privilegiado, y destruir todas las fuentes de la riqueza de la nación y del propietario particular. Si no fuesen estos los principios de su conducta, ya habrían vuelto á la partía la tranquilidad de que antes gozara: ya habrían convenido en alguno de tantos tratados de paz que se les han propuesto, casi todos ventajosos para ellos mismos; pero los rehúsan, porque de nada se cuidan menos que del bien general. —Mariano de Aycinena y Piñol Gobernador del Estado de Guatemala Manifiesto del Jefe de Estado a los pueblos 27 de octubre de 1828 |

## Batallas en Guatemala

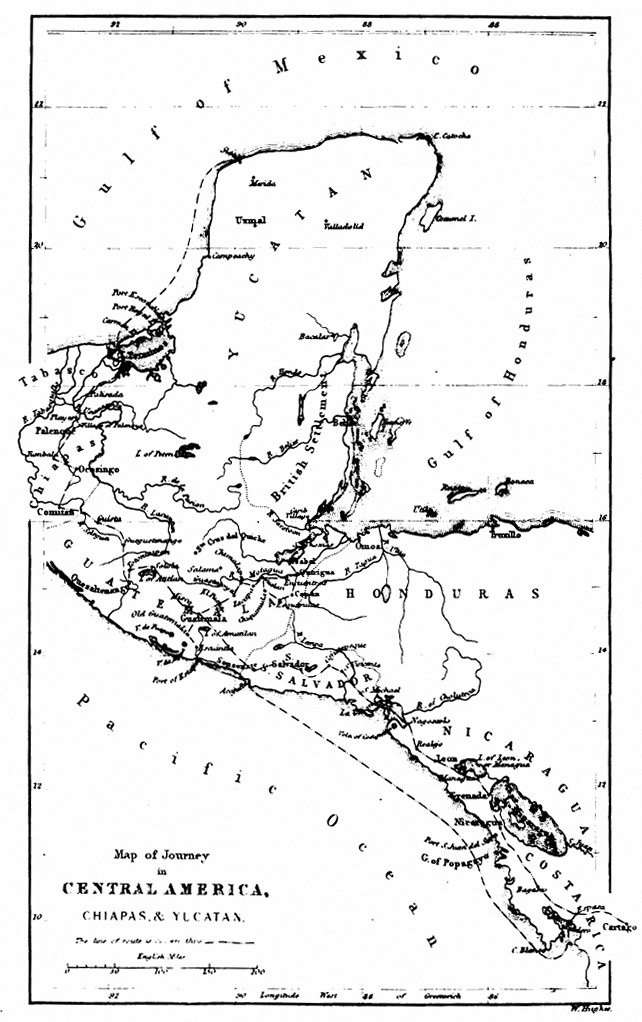
Mapa de Guatemala durante la Guerra Civil de 1829. Obsérvese las fronteras no delimitadas con México en Yucatán y Chiapas.

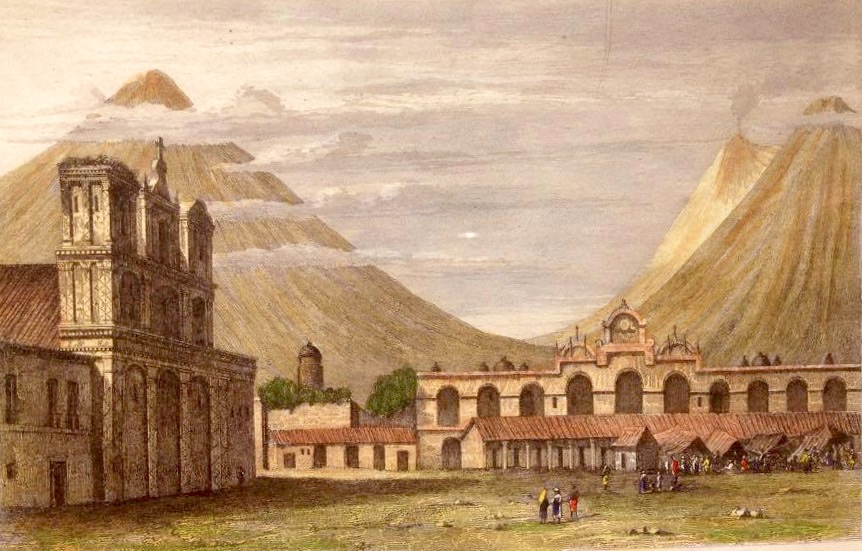
Parque Central de la ciudad de Antigua Guatemala durante la Guerra Civil de 1829. Obsérvese que el antiguo Palacio de la Capitanía General estaba destruido y que sus columnas se habían resguardado en las construcciones provisionales que se observan en el grabado.

En Ahuachapán, Morazán hizo todo lo posible para organizar un ejército numeroso. Solicitó al gobierno de El Salvador que le proporcionara 4000 hombres, pero tuvo que conformarse con 2000. Cuando estaba en condiciones de actuar a principios de 1829, envió una división al mando del coronel Juan Prem para entrar en territorio guatemalteco y tomar el control de Chiquimula. La orden fue llevada a cabo por Prem a pesar de la resistencia ofrecida por el enemigo. Poco después, Morazán desplazó una pequeña fuerza cerca de la Ciudad de Guatemala para forzar al enemigo salir de sus trincheras y causar la deserción de sus tropas. Mientras tanto, el coronel Vicente Domínguez, que había salido de la ciudad de Guatemala con seiscientos soldados de infantería para atacar a Prem, se enteró de la pequeña fuerza que estaba cerca de Guatemala; entonces Domínguez cambió sus planes y se fue detrás de esa pequeña tropa. Esta oportunidad fue aprovechada por Prem quien se trasladó de Zacapa y luego atacó a las fuerzas de Domínguez, derrotándolos el 15 de enero de 1829. Luego de esos hechos Morazán le ordenó a Prem que continuara su marcha con los mil cuatrocientos hombres bajo su mando y ocupase el puesto de San José Pinula, cerca de la capital guatemalteca.
Mientras tanto, el pueblo de Antigua Guatemala se organizó contra el gobierno conservador de Aycinena en Guatemala y puso al departamento de Sacatepéquez bajo la protección del general Morazán lo que apresuró la invasión de Morazán a Guatemala con su Ejército Protector de la Ley. El hondureño situó a sus hombres en el pueblo de San José Pinula, cerca de la Ciudad de Guatemala. Las operaciones militares en la capital comenzaron con pequeñas escaramuzas en frente de las fortificaciones del gobierno. El 15 de febrero una de las mayores divisiones de Morazán, bajo el mando de Cayetano de la Cerda, fue derrotada en Mixco por las tropas federales. Debido a esta derrota Morazán levantó el asedio de la ciudad y concentró sus fuerzas en la Antigua. Una división de tropas federales le habían seguido desde la capital bajo el mando del coronel Pacheco, en dirección a Sumpango en Sacatepéquez y El Tejar en Chimaltenango con el propósito de atacarlo en Antigua. Pero Pacheco extendió sus fuerzas, dejando a algunos de ellos en Sumpango. Cuando llegó a San Miguelito el 6 de marzo, con un ejército más pequeño, fue derrotado por el general Morazán, lo que levantó una vez más la moral de los hombres de caudillo liberal.
Después de la victoria de San Miguelito, el ejército de Morazán aumentó cuando voluntarios guatemaltecos se unieron a sus filas. El 15 de marzo, cuando Morazán y su ejército estaban en camino de ocupar sus posiciones anteriores, fue interceptado por las tropas federales del coronel Prado en el rancho de Las Charcas. Morazán, con una posición superior, aplastó al ejército de Prado. El campo de batalla quedó sembrado de cadáveres, y los aliados tomaron numerosos prisioneros e incautaron un considerable número de armas. Posteriormente, Morazán se movilizó a recuperar sus antiguas posiciones en San José Pinula y El Aceituno, y ponerle nuevamente sitio a la ciudad de Guatemala. El general Verveer —ministro plenipotenciario del rey de los Países Bajos ante la Federación de Centroamérica y quien se encontraba en la región para negociar la construcción de un canal interoceánico en Nicaragua por orden del rey de Bélgica y Holanda— intentó mediar entre el Gobierno del Estado y Morazán, pero no pudieron llegar a un acuerdo. Las operaciones militares continuaron con gran éxito para el ejército aliado. 
Para preparar la defensa de la ciudad, amenazada por las tropas de Morazán, Aycinena ordenó el 18 de marzo de 1829 que se aplicara la pena de muerte a todo aquel que ayudara al enemigo, hizo una proclama en la que invocaba la defensa de la santidad de los altares y emitió una disposición legal, por la que los líderes liberales Pedro Molina Mazariegos, el hijo de este, Esteban Molina, Antonio Rivera Cabezas y los militares Cleto Ordóñez, Nicolás Raoul e Isidoro Saget fueron declarados enemigos de la patria y quedaron en calidad de proscritos. Pero de todos modos fue derrotado.
El 12 de abril, el jefe de Estado de Guatemala, Mariano de Aycinena y Piñol, capituló y al día siguiente a la Plaza Central fue ocupada por las tropas de Morazán. Inmediatamente después el presidente Arce, Mariano Aycinena, Mariano Beltranena, y todos los funcionarios que habían tenido algún papel en la guerra, fueron enviados a prisión. Después de estos acontecimientos, el general Morazán dirigió Centro América por tres meses hasta el 26 de junio de 1829 hasta que el congreso designó al senador Juan Barrundia como presidente de Centro América desde el 25 de junio de 1829. Morazán expulsó a Aycinena y Piñol, aristócrata conservador guatemalteco, y a la mayoría de los miembros del Clan Aycinena que este dirigía, junto con sus aliados, los miembros de las principales órdenes regulares y clero mayor de la Iglesia Católica. No contento con la expulsión, les confiscó todos sus bienes los que utilizó en los siguientes años para financiar sus costosas campañas militares.
El 4 de junio de 1829 el gobierno de Morazán expidió una ley por la que se le imponía la pena de muerte a todos los miembros del Clan Aycinena que habían participado en el gobierno conservador de Guatemala —incluyendo a Irisarri— previo que devolvieron al erario los sueldos de sus tres años de trabajo y la confiscación de todos sus bienes.  Irisarri logró escapar de la cárcel salvadoreña el 7 de enero de 1830 y se embarcó en Acajutla hacia Guayaquil, en Ecuador, en donde se refugia.